# ملوهولیک
ملوهولیک (انگلیسی: Meloholic; کره‌ای: 멜로홀릭) مجموعهٔ تلویزیونی محصول کره جنوبی سال ۲۰۱۷ با بازی جونگ یون هو و کیونگ سو جین است. این مجموعه بر پایه وب‌تونی با همین نام اثر تیم گت‌نیم است. ملوهولیک از ۶ نوامبر تا ۵ دسامبر ۲۰۱۷، روزهای دوشنبه و سه‌شنبه ساعت ۲۱:۰۰ (کی‌اس‌تی) از اوسی‌ان پخش شد. این مجموعه همچنین از ۱۷ نوامبر ۲۰۱۷ در اپ موبایلی Oksusu پخش شد.

## بازیگران

### اصلی
- جونگ یون هو در نقش یو اون هو[۳]
- کیونگ سو جین در نقش هان یه ری / هان جو ری